# Anna & Bella
Anna & Bella é um filme de animação em curta-metragem neerlandês de 1984 dirigido e escrito por Børge Ring. Venceu o Oscar de melhor curta-metragem de animação na edição de 1985.